# Finnsjöarna (Ovikens socken, Jämtland, 699065-137946)
Finnsjöarna är en sjö i Bergs kommun i Jämtland och ingår i Indalsälvens huvudavrinningsområde. Sjön har en area på 0,514 kvadratkilometer och ligger 879,3 meter över havet. Sjön avvattnas av vattendraget Finnsjöbäcken.

## Delavrinningsområde
Finnsjöarna ingår i det delavrinningsområde (699018-137874) som SMHI kallar för Utloppet av Finnsjöarna. Medelhöjden är 919 meter över havet och ytan är 3,12 kvadratkilometer. Det finns inga avrinningsområden uppströms utan avrinningsområdet är högsta punkten. Finnsjöbäcken som avvattnar avrinningsområdet har biflödesordning 4, vilket innebär att vattnet flödar genom totalt 4 vattendrag innan det når havet efter 348 kilometer. Avrinningsområdet består mestadels av kalfjäll (84 procent). Avrinningsområdet har 0,51 kvadratkilometer vattenytor vilket ger det en sjöprocent på 16,3 procent.